# Peigne dentaire

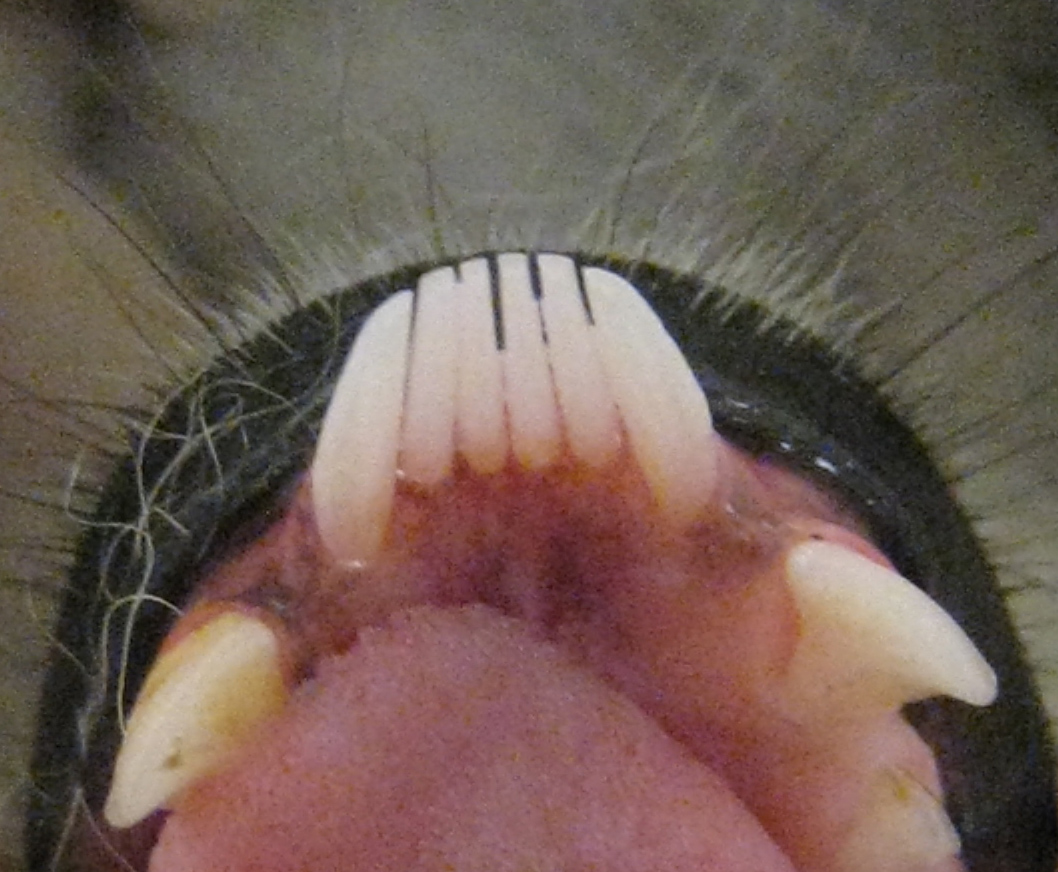
Peigne dentaire d'un lémur catta (L. catta), avec ses prémolaires ressemblant à des canines en arrière

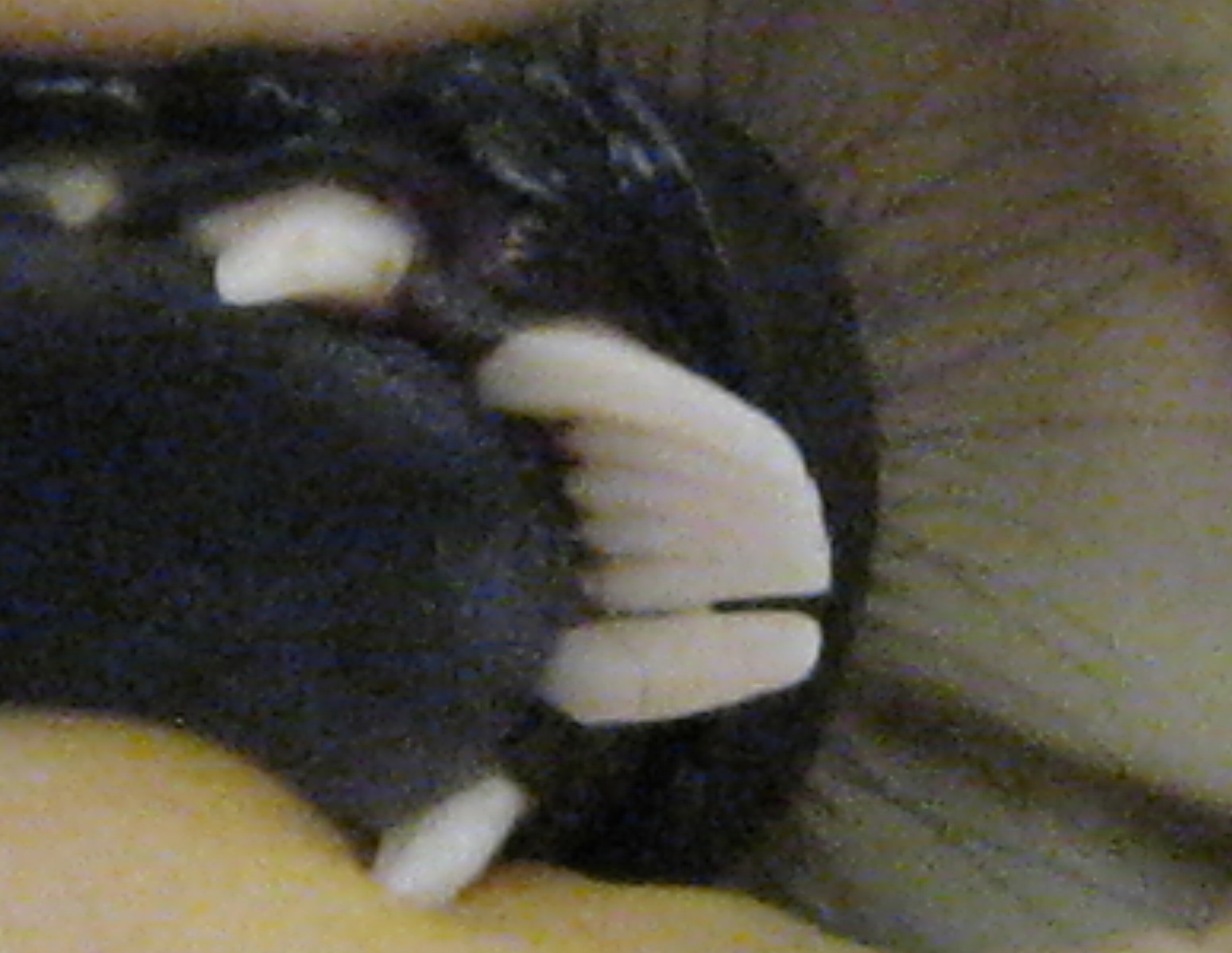
Peigne dentaire d'un maki vari noir et blanc (V. variegata variegata)

Un peigne dentaire est une structure anatomique retrouvée chez certains primates du sous-ordre des Strepsirrhini, en particulier ceux de l'infra-ordre des Lémuriformes, qui inclut les lémuriens de Madagascar. Un peigne se compose de longues dents plates pointant en avant et regroupe les incisives et les canines inférieures. Chez les Indriidae, les Archaeolemuridae, les Palaeopropithecidae, la structure se compose de quatre dents, mais elle en comprend six chez tous les autres lémuriens à l'exception du genre fortement dérivé Daubentonia (aye-aye), qui a remplacé le peigne par une seule paire de dents antérieures à croissance continue. La première prémolaire inférieure suivant le peigne a habituellement la forme d'une canine typique. Ces peignes contiennent des rainures microscopiques et sont utilisés pour les soins personnels et la recherche de nourriture.
Le premier Strepsirrhini fossile retrouvé à présenter un peigne dentaire a été Karanisia clarki, une espèce disparue de Lorisidae datant de l'Éocène moyen (il y a environ 40 millions d'années) et découvert en Égypte,. Cette découverte, ainsi que le peu de fossiles de lémuriens retrouvés à Madagascar et en Afrique, a compliqué l'énigme des origines de lémuriens et de diversification.